# Sphaerostephanos latebrosus
Sphaerostephanos latebrosus är en kärrbräkenväxtart som först beskrevs av Kze. och Georg Heinrich Mettenius, och fick sitt nu gällande namn av Holtt. Sphaerostephanos latebrosus ingår i släktet Sphaerostephanos och familjen Thelypteridaceae. Inga underarter finns listade.